# Dogielinotus moskvitini
Dogielinotus moskvitini är en kräftdjursart som först beskrevs av Gerjavin 1930.  Dogielinotus moskvitini ingår i släktet Dogielinotus och familjen Dogielinotidae. Inga underarter finns listade i Catalogue of Life.